# Юдашкін Валентин Абрамович
Валентин Абрамович Юдашкін (рос. Валентин Абрамович Юдашкин (14 жовтня 1963 , Баковкаd, Кунцевський районd, РРФСР, Московська область, СРСР  — 2 травня 2023 , Москва, Росія ) — радянський та російський дизайнер одягу, художник. Народний художник РФ (2005).

## Життєпис
Народився 14 жовтня 1963 року в селищі Баковка (Московська область, РРФСР). Навчався в середній школі № 8. Закінчив з відзнакою Московський індустріальний технікум в 1986 році (два дипломи: «Історія костюма» і «Макіяж і декоративна косметика»).
У 1991 році в Парижі була представлена перша колекція Юдашкіна, що складалася з 150 моделей (створена 1987 року).
У 2008 році брав участь в розробці зразків форми для військовослужбовців ЗС РФ. У пресі часто помилково згадують нову форму як «юдашкинську», хоча він разом з модельєром Ігорем Чапуріним проєктував тільки парадну уніформу, а повсякденному, польову і спеціальну розробляли ЦНДІ текстильної промисловості, ЦНДІ шкіри та взуття, а також геральдичний відділ Міноборони, Тилу Збройних сил РФ.
30 липня 2010 року на один день Юдашкін став ведучим шоу «Модный приговор» на «Первому каналі» на честь річниці програми.
6 лютого 2012 року був офіційно зареєстрований як довірена особа кандидата в Президенти РФ Путіна. На президентських виборах 2018 року — також довірена особа В. Путіна.
3 лютого 2012 року обраний президентом Союзу танцювального спорту Росії.
3 квітня 2012 року став головним редактором цілодобового телеканалу «Стиль і мода».
Помер у віці 59 років від раку нирки.

## Сім'я
- Батько — Абрам Йосипович Юдашкін (нар. 1937 — помер в кінці 1990-х років)[5] — був полірувальником у видавництві «Правда»[6].
- Мати — Раїса Петрівна Юдашкіна (рід. 1945), завідувачка відділу готового одягу в Будинку Юдашкіна.
  - Брат — Євген Абрамович Юдашкін[6].
  - Дружина — Марина Володимирівна Юдашкіна (уродж. Паталова) (нар. 2 грудня 1958) — топменеджер Дому Юдашкіна.
    - Дочка — Галина Валентинівна Юдашкіна (нар. 22 грудня 1990), фотограф.
    - Зять — Петро Максимович Максаков (нар. 5 січня 1990) — бізнесмен, бізнес-консультант в Будинку моди Valentin Yudashkin, онук актриси Людмили Максакової[7].
      - Онук — Анатолій Петрович Максаков (нар. 2016).
      - Онук — Аркадій Петрович Максаков (нар. 2018)[8].